# Antônio Pedro Pimentel
Antônio Pedro Pimentel (Rio de Janeiro, 14 de maio de 1875 — Niterói, 11 de novembro de 1930) foi um médico, professor universitário e gestor público brasileiro.  Foi fundador da Faculdade de Medicina da Universidade Federal Fluminense e tornou-se patrono do hospital universitário que leva seu nome (Hospital Universitário Antônio Pedro).

## Biografia
Diplomado pela Faculdade de Medicina do Rio de Janeiro, foi médico do Serviço Nacional de Saúde Pública (sob a direção de Oswaldo Cruz), clínico do Hospital Paula Cândido, diretor do Hospital São João Baptista e da Casa de Saúde Icaraí.
Clínico dotado de grande poder de percepção, em 1923 descreveu pela primeira vez no Brasil as características clinicas da dengue: "Grassa actualmente em Nictheroy uma molestia interessante. O seu inicio é brusco; raramente ha calefrio; violenta dor de cabeça, forte rachialgia, dores nas pernas e articulações, febre alta, eis as primeiras manifestações."
O doutor Antônio Pedro  contava com grande clientela privada em Niterói, mas vinha com a ideia fixa de criar um Instituto de Ensino Superior em Niterói, à época, capital do estado do Rio de Janeiro.
Foi o primeiro a propor a constituição em Niterói de um hospital de clínicas que servisse exclusivamente às atividades acadêmicas.  Os doutores Antônio Pedro Pimentel, Vital Brazil e outros nomes da medicina da época idealizaram a "Faculdade de Medicina de Niterói". Essa "Faculdade de Medicina de Niterói" teria funcionado sem uma sede específica, nos anos de 1920 e 1921, aproveitando-se de diversos locais espalhados pela cidade de Niterói, porém não foi efetivada como era de seu desejo. 
Passados quatro anos, com mais dois grupos de médicos e professores de Niterói e do então Distrito Federal, os doutores Antônio Pedro e Sena Campos fundaram em 25 de junho de 1925 a Faculdade Fluminense de Medicina, como instituto privado, futura Faculdade de Medicina da UFF. Prestigiados pelo presidente do Estado, Feliciano Pires de Abreu Sodré. A primeira turma ingressou mediante rigoroso vestibular que inabilitou 34% dos candidatos e foi composta por 40 alunos. Este foi o embrião daquele que veio a ser, anos mais tarde, o Hospital Universitário Antônio Pedro.
O professor Antônio Pedro foi o primeiro diretor da faculdade de Medicina, tendo a sua morte precoce (aos 53 anos) interrompido sua carreira universitária. A 11 de novembro de 1930 faleceu trágica e prematuramente o Professor Antônio Pedro (quando ia, no banco traseiro de seu automóvel, prestar contas de sua administração a Plínio Casado, que tinha sido designado Interventor no Estado do Rio). 

### Vida pessoal
Teve quatro filhos, frutos de seus dois casamentos. Do primeiro casamento seus três filhos diplomaram-se em Medicina: Aydano de Almeida Pimentel (anestesista), Francisco de Almeida Pimentel (cirurgião) e Paulo César de Almeida Pimentel (oftalmologista). Os dois últimos chegaram à titulação de professores catedráticos da Faculdade de Medicina, na cadeira de cirurgia e na de oftalmologia, respectivamente. Filho de seu segundo casamento, José Eduardo Pimentel, seu filho mais novo, diplomou-se engenheiro.